# Edifici del Centre del Comerç
L'edifici del Centre del Comerç és una obra del municipi de Tortosa (Baix Ebre) inclosa en l'Inventari del Patrimoni Arquitectònic de Catalunya.

## Descripció
Es tracta d'un edifici de planta rectangular amb tres façanes, de planta baixa i quatre pisos, amb dos miradors semicirculars que ocupen l'altura d'aquests i un a cada xamfrà. A la planta baixa i al primer pis hi ha una distribució regular de buits: presentant a primer pis una balconada sobre mènsules a cada façana, mentre que a les tres plantes superiors alternen parament llis i buits, que s'agrupen sobre els eixos de simetria laterals. A la façana de la plaça Alfons XII hi sobresurten dos miradors laterals amb paraments corbats; a la central els buits s'agrupen dos a dos sobre tres eixos verticals, amb balcons laterals i sòcol de pedra i portal centrat amb arc de mig punt. Parament arrebossat simulant, a la planta baixa, primera i cantonades, encoixinat. El seu interior presenta, a primera, planta, un gran saló d'actes amb decoració de l'època.
La porta d'accés es troba al carrer Ricard Cirera, forma un arc de mig punt i conté a la clau les inicials AB, que són les del nom del promotor de la casa original: Alonso Ballester.

## Història
Sobre un projecte original signat per August Font i Carreras (1886) es reformà la façana i s'hi elevaren tres pisos més projectats per l'arquitecte Josep Rodríguez i Lloveras completant la volumetria de l'edifici. El 1930, Joan Ballester, promou les obres de reforma amb uns pisos d'estil noucentista caracteritzats per l'ondulació de les façanes i els grans finestrals.
Durant molts anys la primera planta fou la seu del Centre del Comerç, entitat que va desaparèixer l'any 2011.